# Valentin Heins (Rechtsanwalt)
Valentin Heins (* 7. März 1894 in Hamburg; † 3. Mai 1971 in München) war ein deutscher Rechtsanwalt. Bekannt wurde Heins vor allem durch die Vertretung Thomas Manns wegen der während der Zeit des Nationalsozialismus vorgenommenen Beschlagnahme des Vermögens der Familie Mann.

## Leben
Heins studierte Rechtswissenschaft in München und legte dort die juristischen Staatsexamina ab. 1923 ließ er sich in München als Rechtsanwalt nieder. Heins war 1947 Mitbegründer und bis zu seinem Tode Mitherausgeber der Neuen Juristischen Wochenschrift. Darüber hinaus war er anwaltliches Mitglied des Anwaltssenats des Bundesgerichtshofs und Vizepräsident der Rechtsanwaltskammer München.

## Heins und Thomas Mann
Nach der Machtergreifung der Nationalsozialisten erhielt Heins im April 1933 durch Thomas Mann ein Mandat mit dem Ziel, die Freigabe des nach seiner Emigration beschlagnahmten Vermögens, insbesondere auch der Handschriften der Buddenbrooks, des Zauberberg und anderer Werke zu erreichen. Trotz erheblicher Bemühungen und mehrmaliger Reisen nach Berlin blieb Heins jedoch in dieser Sache erfolglos. Zeitweilig wurde auch der Reisepass des Anwalts eingezogen, um diesem ein Treffen mit Mann unmöglich zu machen. Am 28. Februar 1938 wurde das Vermögen der Eheleute Thomas und Katia Mann aufgrund des Gesetzes über die Einziehung volks- und staatsfeindlichen Vermögens endgültig eingezogen; allerdings war es Heins möglicherweise gelungen, die Manuskripte in Besitz zu nehmen.
Das Verhältnis zwischen Heins und seinem Mandanten verschlechterte sich zusehends. Heins hatte sich einige ihm entstandene Auslagen zum Missfallen Manns von dessen Verleger unter Anrechnung auf die Vergütungsansprüche Manns auszahlen lassen. Einer Aufforderung Thomas Manns, die Manuskripte an seinen Emissär, den Journalisten Rolf Nürnberg, herauszugeben, der im Frühjahr 1938 mit einem tschechoslowakischen Diplomatenpass nach Deutschland gereist war, kam Heins nicht nach. Er verweigerte die Herausgabe der Dokumente, weil, wie er später erklärte, er der Gestapo trotz mehrfacher Aufforderung den Besitz dieser Dokumente verschwiegen hatte: „Dieses Aufbewahren war sehr gefährlich für mich.“ Er habe zuvor gehört, dass die Gestapo das Kuriergepäck ausländischer Diplomaten nicht achte und aufbreche. Deshalb habe er den Besitz der Dokumente Nürnberg gegenüber leugnen müssen. Die Familie Mann verübelte ihm sein Verhalten, obwohl Heins kaum eine Möglichkeit hatte, die Manuskripte anders vor dem Zugriff der damaligen Machthaber zu schützen, als deren Besitz strikt abzustreiten. Die Manuskripte, die Heins in einer Mauernische versteckt hatte, sind im Kriege verschollen und wohl bei einem Brand in der Kanzlei von Heins vernichtet worden. Am Ende wurde Heins seitens der Familie Mann vorgeworfen, nur durch hohe Honorarforderungen aufgefallen zu sein, in der Sache jedoch nichts bewegt zu haben, Vorwürfe, mit denen Mann schließlich auch die Rechtsanwaltskammer München befasste.
Heins selbst warf dem Dichter menschliches Versagen in seiner Haltung ihm gegenüber vor.